# Xisco Pires
Francisco Manuel "Xisco" Pires Costa (sinh ngày 25 tháng 1 năm 1998) là một cầu thủ bóng đá người Andorra hiện tại đang thi đấu ở vị trí thủ môn cho câu lạc bộ La Solana và Đội tuyển bóng đá quốc gia Andorra.

## Sự nghiệp quốc tế
Pires ra mắt quốc tế cho Andorra vào ngày 8 tháng 10 năm 2020, trong trận giao hữu gặp Cabo Verde trên Sân vận động Quốc gia Andorra, kết thúc với tỷ số 2-1 nghiêng về đội khách.

## Thống kê sự nghiệp

### Quốc tế
Tính đến 6 tháng 6 năm 2021
| Andorra   | Andorra | Andorra   |
| Năm       | Trận    | Bàn thắng |
| --------- | ------- | --------- |
| 2020      | 1       | 0         |
| 2021      | 1       | 0         |
| Tổng cộng | 2       | 0         |